# Henri Prévot
Pour les articles homonymes, voir Prévôt.
Ne doit pas être confondu avec Henri Prévost.
Henri Prévot (né le 11 février 1944) est un ingénieur du Corps des mines qui a publié divers ouvrages sur l'économie.

## Formation
- Ancien élève de l’École Polytechnique (promotion 1964)
- Ancien élève de l’École Nationale Supérieure des Mines de Paris (promotion 1969)

## Carrière
- 1998 - 2009	Conseil général des mines.
- 1991 - 1998 	Conseiller pour les affaires économiques et européennes au Secrétariat Général de la Défense Nationale (SGDN).
- 1987 - 1991 	Directeur dans la société Digital Equipment.
- 1985 - 1987 	Directeur    général    de   la   Région   Aquitaine   pour   l’économie   et l’aménagement du territoire.
- 1980 - 1984 	Délégué régional de l’ANVAR en Aquitaine.
- 1979 - 1985 	Délégué des ministres de l’Industrie et de l’Agriculture pour les massifs forestiers du Sud-Ouest.
- 1974 - 1979 	Responsable de la sous-direction du textile et de l’habillement au ministère de l’Industrie.
- 1970 - 1973 	Ingénieur à la Direction Régionale de l’Industrie, de la Recherche et de l’Environnement de Provence-Alpes-Côte d’Azur et chargé de mission auprès du Préfet de Région.
- 1968 	Ingénieur du fond aux Houillères du Nord.

## Ouvrages publiés
- "Avec le nucléaire, un choix réfléchi et responsable" Le Seuil, juin 2012 - voir une présentation sur www.hprevot.fr
- « Trop de pétrole ! Énergie fossile et réchauffement climatique » - Le Seuil - 2007.  (ISBN 2-02089-925-6) - Prix Zerilli-Marimo 2007 de l'Académie des Sciences Morales et Politiques
- « L’économie de la forêt - mieux exploiter un patrimoine »[1] Lavoisier
- « La France : économie, sécurité - économie mondialisée, sécurité nationale, Union Européenne » - Hachette-Pluriel ; prix des ministères [2].

et plusieurs articles sur la construction européenne :
- Les coopérations renforcées : un nouveau départ pour l’Europe ; Relations internationales et stratégiques - hiver 1996.
- La fin de la méthode Monnet ; Esprit -  mai 1996 ;
- Pour une lecture politique du traité de Maastricht ; Esprit - mai 1995 ;
- Souveraineté, subsidiarité, attention à ne pas confondre ! ; Administration - été 1994 ;
- Concurrence et intérêt général ; Le Monde - juillet 1994 ;
- Pour une Europe des projets ; Le Monde - décembre 1994 [3];
- Les accords de Schengen : un exemple pour la construction européenne ; Commentaire  - décembre 1993.

## Autres activités
- Conseiller municipal de Sainte-Geneviève-des-Bois (Essonne)